# Alconbury
Alconbury – wieś w Anglii, w hrabstwie Cambridgeshire, w dystrykcie Huntingdonshire. Leży 32 km na północny zachód od miasta Cambridge i 96 km na północ od Londynu. Miejscowość liczy 1670 mieszkańców.
Niedaleko Alconbury znajduje się nazwana od tej miejscowości baza RAF, od czasów II wojny światowej używana przez siły powietrzne USA.